# Movimento Cristão Alemão

Bandeira do Movimento Cristão Alemão.

O Movimento Cristão Alemão (em alemão: Deutsche Christen (DC)) foi um movimento racialista e antissemita da igreja protestante alemã, orientando-se nos seus princípios a ideologia nazista. Foi um grupo protestante em apoio aos nazistas e era minoritário, baseado no cristianismo positivo e suscetível ao neo-paganismo sob a liderança de Ludwig Müller. O movimento propunha uma síntese entre fé cristã e as teses do nacional-socialismo, afirmando que Deus não se revelara apenas por intermédio de sua palavra, mas também na pátria, na história e na raça. Seguindo esse raciocínio, cabia à igreja colocar-se a serviço do povo alemão e de sua incumbência histórica.
A Igreja Confessante, liderada por Karl Barth, era a principal oposição ao Movimento Cristão alemão.